# Погреби (зупинний пункт)
Погреби́ — пасажирський залізничний зупинний пункт Полтавської дирекції Південної залізниці на лінії Бахмач-Пасажирський — Лохвиця.
Розташований поблизу села Погреби Роменського району Сумської області між станціями Рогинці (6 км) та Ромни (8 км).
На платформі зупиняються приміські поїзди.